# Kazuchika Kise
Kazuchika Kise (黄瀬 和哉, Kise Kazuya) (prefettura di Osaka, 6 marzo 1965) è un animatore giapponese.
Lavora per la Production I.G. Ha iniziato, da appassionato di animazione profondamente influenzato da Space Battleship Yamato, come un animatore per produzioni indipendenti insieme ai suoi amici del liceo.